# Campeonato Europeo de Lucha de 1925
El IV Campeonato Europeo de Lucha se celebró en Milán (Italia) en el año 1925 bajo la organización de la Federación Internacional de Luchas Asociadas (FILA) y la Federación Italiana de Lucha. Solamente se compitió en las categorías del estilo grecorromano.

## Resultados

### Lucha grecorromana
| Evento   | Oro                        | Plata                      | Bronce                 |
| -------- | -------------------------- | -------------------------- | ---------------------- |
| 58 kg    | Armand Magyar Hungría      | Giovanni Gozzi Italia      | Carlo Ponte Italia     |
| 62 kg    | Jenő Németh Hungría        | Ernst Steinig · Alemania   | Erik Malmberg · Suecia |
| 67,5 kg  | Lajos Keresztes Hungría    | Ludwig Sesta · Austria     | Mihály Matura Hungría  |
| 75 kg    | Friedrich Bräun · Alemania | Väinö Kokkinen · Finlandia | Mario Gruppioni Italia |
| 82,5 kg  | Carl Westergren · Suecia   | Robert Rupp · Alemania     | László Papp Hungría    |
| +82,5 kg | Rudolf Svensson · Suecia   | Rajmund Badó Hungría       | Edmond Dame Francia    |

## Medallero
| Núm. | País      | Oro | Plata | Bronce | Total |
| ---- | --------- | --- | ----- | ------ | ----- |
| 1    | Hungría   | 3   | 1     | 2      | 6     |
| 2    | Suecia    | 2   | 0     | 1      | 3     |
| 3    | Alemania  | 1   | 2     | 0      | 3     |
| 4    | Italia    | 0   | 1     | 2      | 3     |
| 5    | Austria   | 0   | 1     | 0      | 1     |
| 5    | Finlandia | 0   | 1     | 0      | 1     |
| 7    | Francia   | 0   | 0     | 1      | 1     |
|      | TOTAL     | 6   | 6     | 6      | 18    |